# Mustelus manazo
Mustelus manazo är en hajart som beskrevs av Bleeker 1854. Mustelus manazo ingår i släktet Mustelus och familjen hundhajar. Inga underarter finns listade i Catalogue of Life.
Exemplaren blir maximal 135 cm långa. Populationer i norra delen av utbredningsområdet blir större och lever längre. Hannar blir könsmogna vid en längd av 55 till 92 cm och honor vid en längd av 67 till 97 cm. Honor lägger inga ägg utan föder upp till 22 levande ungar per kull. Ungarna är i början 20 till 35 cm långa. Livslängden går upp till 17 år.
Arten förekommer i västra Stilla havet och angränsande bihav från Japan till norra Borneo. Den når ett djup av 360 meter.
Denna haj fiskas intensiv. Den påverkas även av byggprojekt vid kusterna. Många exemplar dör vid dynamitfiske på andra arter. Enligt uppskattningar minskade hela populationen med 50 till 79 procent under de gångna 33 åren (räknad från 2020). IUCN kategoriserar arten globalt som starkt hotad.